# Provincia di Casma
La provincia di Casma è una provincia del Perù, situata nella regione di Ancash.

## Geografia antropica

### Suddivisioni amministrative
È divisa in 4 distretti:
- Casma
- Buena Vista Alta
- Comandante Noel
- Yaután